# Lista de capas de Sexy
Esta é uma lista de capas da Revista Sexy do Brasil, publicada pela Editora Rickdan Ltda., contendo um número de edição, a(s) garota(s) da capa, o mês e o ano de edição, bem como possíveis notas em relação às edições. 

## Edições
A numeração da edição não corresponde à da capa porque a revista já começou no número 148-B da Interview.
| Número | Mês                   | Ano  | Capa(s) | Notas/Ref.                                       |
| ------ | --------------------- | ---- | --- | ------------------------------------------------ |
| 1      | Novembro              | 1992 | Carolina Ferraz | Atriz                                            |
| 2      | Dezembro              | 1992 | Cida Costha | Modelo                                           |
| 3      | Janeiro               | 1993 | Dóris Giesse | jornalista                                       |
| 4      | Abril                 | 1993 | Patrícia Machado | Modelo                                           |
| 5      | Junho                 | 1993 | Marinara Costa | Atriz e policial                                 |
| 6      | Julho                 | 1993 | Cristina Mortágua | Modelo                                           |
| 7      | Agosto                | 1993 | Paula Manga | Filha de Politico.                               |
| 8      | Setembro              | 1993 | Dulce Neves | modelo                                           |
| 9      | Outubro               | 1993 | Giovanna Gold | atriz                                            |
| 10     | Novembro              | 1993 | Luciana Gimenez | modelo/apresentadora de TV                       |
| 11     | Dezembro              | 1993 | Regininha Poltergeist | atriz pornô                                      |
| 12     | Janeiro               | 1994 | Vanusa Spindler | modelo                                           |
| 13     | Fevereiro             | 1994 | Gisele Fraga | atriz                                            |
| 14     | Março                 | 1994 | Sílvia Rossi | modelo                                           |
| 15     | Abril                 | 1994 | Rita Guedes | atriz                                            |
| 16     | Maio                  | 1994 | Renata Lisboa | modelo                                           |
| 17     | Junho                 | 1994 | Rosângela & Rosimari | as gêmeas modelos                                |
| 18     | Julho                 | 1994 | Lilian Ramos | sósia da Fafá de Belém                           |
| 19     | Agosto                | 1994 | Núbia Óliiver | modelo                                           |
| 20     | Setembro              | 1994 | Mônica Carvalho | atriz                                            |
| 21     | Outubro               | 1994 | Mari Alexandre | modelo                                           |
| 22     | Novembro              | 1994 | Shirley Miranda | Paquita                                          |
| 23     | Dezembro              | 1994 | Dóris Giesse | jornalista                                       |
| 24     | Janeiro               | 1995 | Lika Faleiro | modelo                                           |
| 25     | Fevereiro             | 1995 | Ira Barbieri | modelo                                           |
| 26     | Março                 | 1995 | Anya Valdemar | modelo                                           |
| 27     | Abril                 | 1995 | Núbia Óliiver | modelo                                           |
| 28     | Maio                  | 1995 | Verônica Rodrigues | modelo                                           |
| 29     | Junho                 | 1995 | Dulce Neves | modelo                                           |
| 30     | Junho Especial        | 1995 | Mari Alexandre | modelo                                           |
| 31     | Julho                 | 1995 | Solange Cousseau | modelo                                           |
| 32     | Agosto                | 1995 | Rochelle Coyle | modelo                                           |
| 33     | Setembro              | 1995 | Drag Car | personagem da Bardahl                            |
| 34     | Outubro               | 1995 | Regininha Poltergeist | atriz pornô                                      |
| 35     | Novembro              | 1995 | Liz Vargas | Banana Split                                     |
| 36     | Dezembro              | 1995 | Andréia Cardoso | modelo                                           |
| 37     | Janeiro               | 1996 | Dominiquea Scudera | modelo                                           |
| 38     | Fevereiro             | 1996 | Mirian Martinez | modelo                                           |
| 39     | Fevereiro Especial    | 1996 | Monique Evans |                                                  |
| 40     | Março                 | 1996 | Solange Fishborn | modelo                                           |
| 41     | Abril                 | 1996 | Cris Endruweit | modelo                                           |
| 42     | Maio                  | 1996 | Renata Banhara | modelo                                           |
| 43     | Maio Especial         | 1996 | Cristina Mortágua | modelo                                           |
| 44     | Junho                 | 1996 | Veronica Castiñeira | modelo                                           |
| 45     | Junho Especial        | 1996 | Sula Miranda |                                                  |
| 46     | Julho                 | 1996 | Tânia Tavares | modelo                                           |
| 47     | Agosto                | 1996 | Roberta Close | modelo                                           |
| 48     | Agosto Especial       | 1996 | Núbia Óliiver | modelo                                           |
| 49     | Setembro              | 1996 | Fabiana Pirro | modelo                                           |
| 50     | Outubro               | 1996 | Mila Melul | modelo                                           |
| 51     | Outubro Especial      | 1996 | Dulce Neves |                                                  |
| 52     | Novembro              | 1996 | Gigi Monteiro | modelo                                           |
| 54     | Novembro Especial     | 1996 | Mari Alexandre |                                                  |
| 54     | Dezembro              | 1996 | Mônica Salles | modelo                                           |
| 55     | Dezembro Especial     | 1996 | Nilza Monteiro |                                                  |
| 56     | Janeiro               | 1997 | Adriana Ferrari & Andréa Cristina | modelos                                          |
| 57     | Janeiro Especial      | 1997 | Marinara |                                                  |
| 58     | Fevereiro             | 1997 | Ana Paula Vieira | modelo                                           |
| 59     | Fevereiro Especial    | 1997 | Roberta Close |                                                  |
| 60     | Março                 | 1997 | Priscila Trevisan & Fabiana Carrafa | modelos                                          |
| 61     | Março Especial        | 1997 | Luiza Ambiel |                                                  |
| 62     | Abril                 | 1997 | Liz Vargas | modelo                                           |
| 63     | Maio                  | 1997 | Cláudia Silva, Sonia de Lima & Lina Rodrigues | modelos                                          |
| 64     | Junho                 | 1997 | Nana Gouvêa | modelo                                           |
| 65     | Julho                 | 1997 | Ana Chiquitti | modelo                                           |
| 66     | Agosto                | 1997 | Gigi Monteiro | modelo                                           |
| 67     | Setembro              | 1997 | Andréa de Oliveira | modelo                                           |
| 68     | Outubro               | 1997 | Sônia Almeida | modelo                                           |
| 69     | Novembro              | 1997 | Cris Endruweit | modelo                                           |
| 70     | Dezembro              | 1997 | Jeniffer Garcia | modelo                                           |
| 71     | Janeiro               | 1998 | Luiza Ambiel | modelo                                           |
| 72     | Fevereiro             | 1998 | Tatiana Oliveira & Ianael Santos | dançarinas do Grupo Carrapicho                   |
| 73     | Março                 | 1998 | Núbia Óliiver | modelo                                           |
| 74     | Abril                 | 1998 | Dora Bria | nadadora                                         |
| 75     | Maio                  | 1998 | Patrícia Santana | modelo                                           |
| 76     | Junho                 | 1998 | Fabiana Andrade | modelo                                           |
| 77     | Julho                 | 1998 | Eliane Nunes | modelo                                           |
| 78     | Agosto                | 1998 | Sara Verônica | dançarina da Companhia do Pagode                 |
| 79     | Setembro              | 1998 | Ana Paula Jorge | modelo                                           |
| 80     | Outubro               | 1998 | Verônica Rodrigues | modelo                                           |
| 81     | Novembro              | 1998 | Luna Batista | modelo; edição de 6 anos                         |
| 82     | Dezembro              | 1998 | Simone Ribeiro | modelo                                           |
| 83     | Janeiro               | 1999 | Sônia Almeida & Patrícia Santama | modelos                                          |
| 84     | Fevereiro             | 1999 | Viviane Araújo | modelo e atriz                                   |
| 85     | Março                 | 1999 | Kelly Moreno | modelo                                           |
| 86     | Abril                 | 1999 | Tallyta Cardoso | modelo                                           |
| 87     | Maio                  | 1999 | Solange Gomes | modelo                                           |
| 88     | Junho                 | 1999 | Luciana Bessa | modelo                                           |
| 89     | Julho                 | 1999 | Fabiana Andrade | modelo                                           |
| 90     | Agosto                | 1999 | Simone Castro | modelo                                           |
| 91     | Setembro              | 1999 | Gleicy Santos | modelo                                           |
| 92     | Outubro               | 1999 | Elisângela Souto | modelo                                           |
| 93     | Novembro              | 1999 | Gretchen | cantora                                          |
| 94     | Dezembro              | 1999 | Nana Gouvêa | modelo                                           |
| 95     | Janeiro               | 2000 | Rita Cadillac | chacrete                                         |
| 96     | Fevereiro             | 2000 | Lady Lu | modelo e cantora                                 |
| 97     | Março                 | 2000 | Edna Velho | atriz e assitente de palco                       |
| 98     | Abril                 | 2000 | Élen Pinheiro | modelo                                           |
| 99     | Maio                  | 2000 | Aldine Müller | atriz                                            |
| 100    | Junho                 | 2000 | Simony | cantora                                          |
| 101    | Julho                 | 2000 | Gal & Rúbia | dançarinas da Patrulha do Samba                  |
| 102    | Agosto                | 2000 | Ana Paula Teodoro | modelo                                           |
| 103    | Setembro              | 2000 | Alessandra Rodrigues | modelo                                           |
| 104    | Outubro               | 2000 | Zaluscki | modelo                                           |
| 105    | Novembro              | 2000 | Solange Frazão | Personal traineer                                |
| 106    | Dezembro              | 2000 | Solange Gomes | modelo                                           |
| 107    | Janeiro               | 2001 | Leila Lopes | ex atriz pornô                                   |
| 108    | Fevereiro             | 2001 | Isadora Ribeiro | atriz                                            |
| 109    | Março                 | 2001 | Viviane Araújo | atriz e modelo                                   |
| 110    | Abril                 | 2001 | Analice Nicolau | modelo                                           |
| 111    | Maio                  | 2001 | Tatiane Bicesto | modelo                                           |
| 112    | Junho                 | 2001 | Rosiane Pinheiro | dançarina da Gang do Samba                       |
| 113    | Julho                 | 2001 | Patrícia Limonge | modelo                                           |
| 114    | Agosto                | 2001 | Lady Lu | modelo                                           |
| 115    | Setembro              | 2001 | Daniela Faria | atriz                                            |
| 116    | Outubro               | 2001 | Thammy Miranda | filha da Gretchen                                |
| 117    | Novembro              | 2001 | Daniela Freitas | dançarina                                        |
| 118    | Dezembro              | 2001 | Vanessa Ribeiro | modelo                                           |
| 119    | Janeiro               | 2002 | Fabiana Andrade | modelo                                           |
| 120    | Fevereiro             | 2002 | Milena Mascarenhas | modelo                                           |
| 121    | Março                 | 2002 | Mônica Nocette | Banana Split                                     |
| 122    | Abril                 | 2002 | Xaiane Dantas | Ex-BBB 1                                         |
| 123    | Maio                  | 2002 | Analice Nicolau | 2 capa                                           |
| 124    | Junho                 | 2002 | Andréia Sorvetão | Paquita                                          |
| 125    | Julho                 | 2002 | Viviane Araújo | atriz e modelo                                   |
| 126    | Agosto                | 2002 | Camila Kiss | Modelo                                           |
| 127    | Setembro              | 2002 | Tarciana | Ex-BBB 2                                         |
| 128    | Outubro               | 2002 | Mari Alexandre | modelo                                           |
| 129    | Novembro              | 2002 | Tatiane Bicesto | modelo                                           |
| 130    | Dezembro              | 2002 | Cátia Paganote | Paquita                                          |
| 131    | Janeiro               | 2003 | Nana Gouvêa | modelo                                           |
| 132    | Fevereiro             | 2003 | Thammy Miranda | filha da Gretchen                                |
| 133    | Março                 | 2003 | Andrea & Jamille | Terra Samba                                      |
| 134    | Abril                 | 2003 | Cristina Mortágua | modelo                                           |
| 135    | Maio                  | 2003 | Andrea Guerra | modelo                                           |
| 136    | Junho                 | 2003 | Viviane Oliveira | Ex-BBB 3                                         |
| 137    | Julho                 | 2003 | Karina Battis | modelo                                           |
| 138    | Agosto                | 2003 | Lívia Andrade | modelo                                           |
| 139    | Setembro              | 2003 | Bárbara Koboldt | modelo                                           |
| 140    | Outubro               | 2003 | Regininha Poltergeist | modelo                                           |
| 141    | Novembro              | 2003 | Helena Louro | Ex-BBB 1                                         |
| 142    | Dezembro              | 2003 | Silmara Miranda | A nova loura do Tchan                            |
| 143    | Janeiro               | 2004 | Andréa & Luanda | as finalistas do concurso da nova loura do tchan |
| 144    | Fevereiro             | 2004 | Fabiana Schunk | modelo                                           |
| 145    | Março                 | 2004 | Tatiana Giordano | Ex-BBB 4                                         |
| 146    | Abril                 | 2004 | Viviane Araújo | Atriz e modelo                                   |
| 147    | Maio                  | 2004 | Syang | cantora                                          |
| 148    | Junho                 | 2004 | Juliana Lopes | Ex-BBB 4                                         |
| 149    | Julho                 | 2004 | Marcela Queiroz | Ex-BBB 4                                         |
| 150    | Agosto                | 2004 | Valéria Zopello | modelo                                           |
| 151    | Setembro              | 2004 | Adriana Bombom | atualmente reporter do tv fama.                  |
| 152    | Outubro               | 2004 | Mari Alexandre | modelo                                           |
| 153    | Novembro              | 2004 | Daiane Amêndola | Modelo                                           |
| 154    | Dezembro              | 2004 | Danielle Souza | modelo                                           |
| 155    | Janeiro               | 2005 | Valéria Machado & Mariana Skieres | Ex-Panicats                                      |
| 156    | Fevereiro             | 2005 | Michely Petri | Modelo                                           |
| 157    | Março                 | 2005 | Rafaella Cardona | Modelo                                           |
| 158    | Abril                 | 2005 | Tathy Rio | Ex-BBB 5                                         |
| 159    | Maio                  | 2005 | Lívia Lemos | Modelo                                           |
| 160    | Junho                 | 2005 | Karla Patrícia | Ex-BBB 5                                         |
| 161    | Julho                 | 2005 | Aline Pyrrho | Ex-bailarina do Faustão                          |
| 162    | Agosto                | 2005 | Nana Gouvêa | modelo                                           |
| 163    | Setembro              | 2005 | Luciana Coutinho | atriz                                            |
| 164    | Outubro               | 2005 | Scheila Carvalho | ex-morena do É o Tchan                           |
| 165    | Novembro              | 2005 | Cissa Guimarães | atriz                                            |
| 166    | Dezembro              | 2005 | Marisol Ribeiro | atriz                                            |
| 167    | Janeiro               | 2006 | Aline Leeh, Carol Costa & Daniela Lopes | modelos                                          |
| 168    | Fevereiro             | 2006 | Aline Rosado & Juliane Almeida | As morenas do É o Tchan!                         |
| 169    | Março                 | 2006 | Carolyne Ferreira | modelo                                           |
| 170    | Abril                 | 2006 | Maryeva Oliveira | modelo                                           |
| 171    | Maio                  | 2006 | Lara Parizotto | modelo                                           |
| 172    | Junho                 | 2006 | Musas da Copa do Mundo 2006 | modelos                                          |
| 173    | Julho                 | 2006 | Dani Freitas | dançarina da Cia do Pagode                       |
| 174    | Agosto                | 2006 | Claudiane | modelo                                           |
| 175    | Setembro              | 2006 | Ivonete Liberato | modelo                                           |
| 176    | Outubro               | 2006 | Layse Sapucahy | modelo                                           |
| 177    | Novembro              | 2006 | Wanessa Martins | modelo                                           |
| 178    | Dezembro              | 2006 | Vanessa Guerrão | modelo                                           |
| 179    | Janeiro               | 2007 | Robertha Portella | modelo                                           |
| 180    | Fevereiro             | 2007 | Michelle Gemeli | modelo                                           |
| 181    | Março                 | 2007 | Thatiana Pagung | modelo                                           |
| 182    | Abril                 | 2007 | Carla Cabral | modelo                                           |
| 183    | Maio                  | 2007 | Flávia Viana | Ex-BBB 7                                         |
| 184    | Junho                 | 2007 | Larissa Saloio | modelo                                           |
| 185    | Julho                 | 2007 | Gabriela Monteiro | Ex-Panicat                                       |
| 186    | Agosto                | 2007 | Danielle Souza | 2 capas                                          |
| 187    | Setembro              | 2007 | Tamara Kehrwald | modelo                                           |
| 188    | Outubro               | 2007 | Daniela Brandl & Fernanda Avancini | modelos                                          |
| 189    | Novembro              | 2007 | Sheila Mello | ex-Loura do É o Tchan                            |
| 190    | Dezembro              | 2007 | Ana Paula Félix | modelo                                           |
| 191    | Janeiro               | 2008 | Regiane Brunquell & Priscila Cardoso | modelos                                          |
| 192    | Fevereiro             | 2008 | Lisi Benites | modelo                                           |
| 193    | Março                 | 2008 | Laisa Andriolli | modelo                                           |
| 194    | Abril                 | 2008 | Dani Bolina | modelo                                           |
| 195    | Maio                  | 2008 | Andréa Schwartz | modelo                                           |
| 196    | Junho                 | 2008 | Tamires & Talita | modelo                                           |
| 197    | Julho                 | 2008 | Kamila Smaili | modelo                                           |
| 198    | Agosto                | 2008 | Carol Miranda | modelo                                           |
| 199    | Setembro              | 2008 | Luana Bona | modelo                                           |
| 200    | Outubro               | 2008 | Gabriela Monteiro, Lisi Benites & Dani Bolina | Ex-Panicats                                      |
| 201    | Novembro              | 2008 | Ellaine Alves | modelo                                           |
| 202    | Dezembro              | 2008 | Daniela Muzzi Grecco | modelo                                           |
| 203    | Janeiro               | 2009 | Gabriela Paganini & Andressa Ferreira | modelos                                          |
| 204    | Fevereiro             | 2009 | Ellen Cardoso | Mulher Moranguinho                               |
| 205    | Março                 | 2009 | Viviane Araújo | atriz e modelo                                   |
| 206    | Abril                 | 2009 | Duda, Anne, Meiry & Kelly | modelos                                          |
| 207    | Maio                  | 2009 | Ana Saad | modelo                                           |
| 208    | Junho                 | 2009 | Regiane Brunquell | modelo                                           |
| 209    | Julho                 | 2009 | Mariana Skieres | modelo                                           |
| 210    | Agosto                | 2009 | Patrícia Andrade | modelo                                           |
| 211    | Setembro              | 2009 | Jaqueline, Dani & Fernanda | modelos                                          |
| 212    | Outubro               | 2009 | Glenda Santos | modelo                                           |
| 213    | Novembro              | 2009 | Lucila Siclaco | modelo                                           |
| 214    | Dezembro              | 2009 | Cinara & Manuela | modelo                                           |
| 215    | Janeiro               | 2010 | Wanessa Martins | modelo                                           |
| 216    | Fevereiro             | 2010 | Bárbara Koboldt | modelo                                           |
| 217    | Março                 | 2010 | Suelen, Dani & Carol | modelos                                          |
| 218    | Abril                 | 2010 | Dieine Eider | modelo                                           |
| 219    | Maio                  | 2010 | Joseane Oliveira | modelo                                           |
| 220    | Junho                 | 2010 | Carla Garcia, Michelle Poligamia, Márcia Cavalcante, Verônica Vasconcelos & Larissa Gomes                                                                                | Seleção de Gatas                                 |
| 221    | Julho                 | 2010 | Mayra Dias Gomes | modelo                                           |
| 222    | Agosto                | 2010 | Manu Pesoti | modelo                                           |
| 223    | Setembro              | 2010 | Dani Duf | modelo                                           |
| 224    | Outubro               | 2010 | Victória Villarim | modelo                                           |
| 225    | Novembro              | 2010 | Geisy Arruda | modelo                                           |
| 226    | Dezembro              | 2010 | Fernanda Passos | modelo                                           |
| 227    | Janeiro               | 2011 | Danúbia, Carla & Liliane | modelos                                          |
| 228    | Fevereiro             | 2011 | Núbia Oliiver | atriz e empresaria                               |
| 229    | Março                 | 2011 | Joana Machado | modelo                                           |
| 230    | Abril                 | 2011 | Natália Castro | Ex-BBB 11                                        |
| 231    | Maio                  | 2011 | Fernanda Agnes | Modelo                                           |
| 232    | Junho                 | 2011 | Diana Balsini | Ex-BBB 11                                        |
| 233    | Julho                 | 2011 | Andressa Soares | modelo                                           |
| 234    | Agosto                | 2011 | Dani Sperle | modelo                                           |
| 235    | Setembro              | 2011 | Jaqueline Khury | modelo                                           |
| 236    | Outubro               | 2011 | Sabrina Soares | modelo                                           |
| 237    | Novembro              | 2011 | Carol Nakamura | modelo                                           |
| 238    | Dezembro              | 2011 | Gracyanne Barbosa | modelo                                           |
| 239    | Janeiro               | 2012 | Rosana Ferreira | Miss Bumbum 2011                                 |
| 240    | Fevereiro             | 2012 | Viviane Araújo | atriz e modelo                                   |
| 241    | Março                 | 2012 | Fernanda Abraão | modelo                                           |
| 242    | Abril                 | 2012 | Andressa Urach | modelo                                           |
| 243    | Maio                  | 2012 | Larissa Riquelme | modelo                                           |
| 244    | Junho                 | 2012 | Monique Amin | Ex-BBB 12                                        |
| 245    | Julho                 | 2012 | Lorena Bueri & Sabrina Torres | modelos                                          |
| 246    | Agosto                | 2012 | Fabiana Teixeira | Ex-BBB 12                                        |
| 247    | Setembro              | 2012 | Gil Jung | modelo e apresentadora                           |
| 248    | Outubro               | 2012 | Luhanna Melloni | Ed. 394                                          |
| 249    | Novembro              | 2012 | Kamilla Covas & Rachel Gutvilen | 2 ensaios de capa                                |
| 250    | Dezembro              | 2012 | Graciella Carvalho | modelo                                           |
| 251    | Janeiro               | 2013 | Andressa, Marianne & Caroline | As Gatas do Egito                                |
| 252    | Fevereiro             | 2013 | Carine Felizardo | Miss Bumbum 2012                                 |
| 253    | Março                 | 2013 | Eva Andressa | [ 35 ]                                           |
| 254    | Abril                 | 2013 | Ísis Gomes | Ex-Fazenda de Verão                              |
| 255    | Maio                  | 2013 | MC Sexy | Funkeira                                         |
| 256    | Junho                 | 2013 | Anamara Barreira | Ex-BBB                                           |
| 257    | Julho                 | 2013 | Aline Bernardes | Musa da Copa das Confederações 2013              |
| 258    | Agosto                | 2013 | Victoria Villarim & Priscila Cardoso |                                                  |
| 259    | Setembro              | 2013 | Andressa Urach | [ 28 ]                                           |
| 260    | Outubro               | 2013 | Fiama & Alessandra |                                                  |
| 261    | Novembro              | 2013 | Carol Dias | Ex-Panicat                                       |
| 262    | Dezembro              | 2013 | Laura Keller | [ 39 ]                                           |
| 263    | Janeiro               | 2014 | Eliana Amaral | Vice-Miss Bumbum 2013                            |
| 264    | Fevereiro             | 2014 | Monique Seiffert, Ariana Medeiros & Helena Silva |                                                  |
| 265    | Março                 | 2014 | Katherine Fontenelle |                                                  |
| 266    | Abril                 | 2014 | Dani Bolina | [ 40 ]                                           |
| 267    | Maio                  | 2014 | Fani Pacheco | Ex-BBB                                           |
| 268    | Junho                 | 2014 | Rô Fraga | Musa da Copa do Mundo 2014                       |
| 269    | Julho                 | 2014 | Carol Muniz | [ 43 ]                                           |
| 270    | Agosto                | 2014 | Ana Paula Minerato | [ 44 ]                                           |
| 271    | Março                 | 2014 | Niége Menegat |                                                  |
| 272    | Outubro               | 2014 | Jaqueline Jatai | [ 45 ]                                           |
| 273    | Novembro              | 2014 | Clara Aguilar | Ex-BBB 14                                        |
| 274    | Dezembro              | 2014 | Gabriela Levinnt | modelo                                           |
| 275    | Janeiro               | 2015 | Indianara Carvalho | Miss Bumbum 2014                                 |
| 276    | Fevereiro             | 2015 | Lorena Bueri | Ex-A Fazenda 7                                   |
| 277    | Março                 | 2015 | Aricia Silva | Ex-Panicat                                       |
| 278    | Abril                 | 2015 | Nathalia Belletato | [ 47 ]                                           |
| 279    | Maio                  | 2015 | Thays Vita & Thamy Sorel | [ 47 ]                                           |
| 280    | Junho                 | 2015 | Alice Ramos | [ 47 ]                                           |
| 281    | Julho                 | 2015 | Verônica Araújo | [ 47 ]                                           |
| 282    | Agosto                | 2015 | Nany Ferrari | [ 47 ]                                           |
| 283    | Setembro              | 2015 | Camila Remedy & Fernanda Brum | [ 47 ]                                           |
| 284    | Outubro               | 2015 | Fernanda Alves | [ 47 ]                                           |
| 285    | Novembro              | 2015 | Karol Schwonke | [ 47 ]                                           |
| 286    | Dezembro              | 2015 | Suzy Cortez | Miss Bumbum 2015                                 |
| 287    | Janeiro               | 2016 | Jéssica Amaral | [ 48 ]                                           |
| 288    | Fevereiro             | 2016 | Steffani Prudencio |                                                  |
| 289    | Março                 | 2016 | Mylah Rocha | [ 49 ]                                           |
| 290    | Abril                 | 2016 | Geisy Arruda | [ 50 ]                                           |
| 291    | Maio                  | 2016 | Rafaela Ravena | [ 51 ]                                           |
| 292    | Junho                 | 2016 | Renata Frisson | Mulher Melão                                     |
| 293    | Julho                 | 2016 | Cláudia Pires | [ 53 ]                                           |
| 294    | Agosto                | 2016 | Cléo Cadillac | [ 54 ]                                           |
| 295    | Setembro              | 2016 | Fernanda Martinelli | [ 55 ]                                           |
| 296    | Outubro               | 2016 | Carine Felizardo | [ 56 ]                                           |
| 297    | Novembro              | 2016 | Juliana Isen | [ 57 ]                                           |
| 298    | Dezembro              | 2016 | Bruna Ferraz & Eduarda Moraes | [ 58 ]                                           |
| 299    | Janeiro               | 2017 | Bianka Cabral | [ 59 ]                                           |
| 300    | Fevereiro             | 2017 | Aline Rodrigues | [ 60 ]                                           |
| 301    | Março                 | 2017 | Ana Saad | [ 61 ]                                           |
| 302    | Abril                 | 2017 | Chris Martins | [ 62 ]                                           |
| 303    | Maio                  | 2017 | Micheline Cruz & Caroline Aguiar | [ 63 ]                                           |
| 304    | Junho                 | 2017 | Renata Frisson e Sammantha Monteiro | [ 64 ]                                           |
| 305    | Junho                 | 2017 | Sammantha Monteiro | [ 65 ]                                           |
| 306    | Julho                 | 2017 | Fernanda Martinelli | [ 66 ]                                           |
| 307    | Agosto                | 2017 | Luciane Hoepers | [ 67 ]                                           |
| 308    | Setembro              | 2017 | Isabela Alvino | [ 68 ]                                           |
| 309    | Outubro               | 2017 | Rosana Menezes | [ 69 ]                                           |
| 310    | Novembro              | 2017 | Cássia Mello | [ 70 ]                                           |
| 311    | Dezembro              | 2017 | Bia Dominguez | [ 71 ]                                           |
| 312    | Janeiro               | 2018 | Vanessa Perez & Luanda Fraga | [ 72 ]                                           |
| 313    | Fevereiro             | 2018 | Jéssica Cristy & Elga Shitara | [ 73 ]                                           |
| 314    | Março                 | 2018 | Raissa Barbosa | Vice-Miss Bumbum 2017                            |
| 315    | Abril                 | 2018 | Rossane Bom | [ 75 ]                                           |
| 316    | Maio                  | 2018 | Débora Porto | Modelo Plus size                                 |
| 317    | Junho                 | 2018 | Bianka Cabral | [ 77 ]                                           |
| 318    | Julho                 | 2018 | Nathy Kihara | [ 78 ]                                           |
| 319    | Agosto                | 2018 | Bianca Rodovalho | [ 79 ]                                           |
| 320    | Setembro              | 2018 | Thalita Fontenelly | [ 80 ]                                           |
| 321    | Outubro               | 2018 | Flávia Tamayo | [ 81 ]                                           |
| 322    | Novembro              | 2018 | Jéssica, Jaqueline & Karla |                                                  |
| 323    | Novembro Especial     | 2018 | Elga Shitara | [ 82 ]                                           |
| 324    | Dezembro              | 2018 | Ellen Santana | Miss Bumbum 2018                                 |
| 325    | Janeiro               | 2019 | Lu Lobo, Aline Mel, Luizza Meirelles, Déborah Rodrigues, Thaise Moraes, Rossane Bom, Tatiana Ribeiro, Nicole Hilton, Andrea Guedes, Silvinha Maciel e Alyne Lary         | Edição de Colecionador                           |
| 326    | Fevereiro             | 2019 | Jéssica Arboleya | Ed. 470                                          |
| 327    | Março                 | 2019 | Andréa Capitulino |                                                  |
| 328    | Abril                 | 2019 | Aline Uva | Ed. 472                                          |
| 329    | Maio                  | 2019 | Anniele Maracajá | Ed. 473                                          |
| 330    | Junho                 | 2019 | Cidiane Freitas | Ed. 474                                          |
| 331    | Julho                 | 2019 | Paola Razambrine | Ed. 475                                          |
| 332    | Agosto                | 2019 | Rosana Menezes | Ed. 476                                          |
| 333    | Setembro              | 2019 | Dread Hot | atriz pornô                                      |
| 334    | Outubro               | 2019 | Maria D'Ávila,. Rafaella Lemos, Sophia Trentini, Anniele Maracajá, Paola Gavazzi, Malu Ways, Karla Gattai, Giza Lira, Yasmin Albuquerque, Alana Voguel & Layse Policarpo | Especial 11 Gatas                                |
| 335    | Novembro              | 2019 | Priscila Kimura, Sheila Pinkk, Lolla Martinelli & Jacky Correa | Musas do Futebol                                 |
| 336    | Dezembro              | 2019 | Rangel Carlos |                                                  |
| 337    | Janeiro               | 2020 | Sâmella Vinter | Transgênero                                      |
| 338    | Março                 | 2020 | Sabrina Rabanne |                                                  |
| 339    | Maio                  | 2020 | Monara Queiroga | Adiada por problemas técnicos                    |
| 340    | Agosto                | 2020 | Sany Gradaschi (Kitty) |                                                  |
| 341    | Outubro               | 2020 | Beatriz Rios, Carol Silveira, Fernanda Souza, Jéssica Galvão, Priscila Kimura, Vitória Jorge                                                                             | 6 Gatas Irresistíveis                            |
| 342    | Novembro              | 2020 | Sabrina Ferreira, Leila Dantas, Sindy Sil, Wani, Juh Beheregaray, Vanessa Sales, Amanda Souza, Fabi Mello, Aline Dourado, Claudia Shashiki, Simone Mendes & Kelly Dias   | Especial 28 anos                                 |
| 343    | Dezembro              | 2020 | Mayra Borowik |                                                  |
| 344    | Janeiro               | 2021 | Kelly Melém |                                                  |
| 345    | Fevereiro             | 2021 | Mariana Ávila |                                                  |
| 346    | Março                 | 2021 | Laysa Santos | Também conhecido como Laysa Fairy Red            |
| 347    | Maio                  | 2021 | Geovana Ludmilla, Jéssica Rosa, Keilane Alves, Ketlen Silva, Laís Biz, Lívia Nayara, Milla Baker, Rosangela de Jesus, Stephanie Silveira                                 | Especial 9 Gatas                                 |
| 348    | Junho                 | 2021 | Kethellen Soares |                                                  |
| 349    | Junho Especial        | 2021 | Cris Galêra |                                                  |
| 350    | Julho Especial        | 2021 | Déia Cavalheiro e Camila Beck |                                                  |
| 351    | Julho                 | 2021 | Yu Ferracini | Campeã da Casa das Pimentinhas 2021              |
| 352    | Agosto                | 2021 | Thalita Fontenelly |                                                  |
| 353    | Agosto Especial       | 2021 | Cris Galêra e Vanessa Nozaki | As Advogatas                                     |
| 354    | Setembro              | 2021 | Pâmela Shurtz & Rayane Souza |                                                  |
| 355    | Setembro Especial     | 2021 | Adriely Pimentel |                                                  |
| 356    | Outubro               | 2021 | Leila Dantas |                                                  |
| 357    | Outubro Especial 1    | 2021 | Alyne Lary |                                                  |
| 358    | Outubro Especial 2    | 2021 | Adriely Pimentel |                                                  |
| 359    | Novembro              | 2021 | Sabrina Rabanne |                                                  |
| 360    | Dezembro              | 2021 | Lívia Nayara |                                                  |
| 361    | Janeiro               | 2022 | Jaquelyne Dias, Keli Farias, Manuela Carvalho, Nadine Borges, Márcia Carvalho, Melissa Pitanga, Kaszila Prata & Giselle Vasconcellos                                     | 8 Gatas                                          |
| 362    | Fevereiro             | 2022 | Stefani Santos |                                                  |
| 363    | Março                 | 2022 | Elga Shitata |                                                  |
| 364    | Abril                 | 2022 | Luiza Ariel |                                                  |
| 365    | Maio                  | 2022 | Babi Lamborghini, Vanessa Ramos, Carol Silveira, Joy Targino, Cristiane Weschenfelder & Nicole Carioca                                                                   | 6 Gatas                                          |
| 366    | Maio Especial         | 2022 | Vicência Nascimentoh, Ingrid Reis, IamLarissa, Natacha Momsen & Marcela Chiandotti                                                                                       | 5 Gatas                                          |
| 367    | Julho                 | 2022 | Bruna Bastet |                                                  |
| 368    | Agosto                | 2022 | Tatiara Gomes |                                                  |
| 369    | Agosto Edição Digital | 2022 | Sulh Brisson |                                                  |
| 370    | Setembro              | 2022 | Luana Lara |                                                  |
| 371    | Novembro              | 2022 | Priscila Kimura |                                                  |
| 372    | Dezembro              | 2022 | Soraya Blonde, Dara Diniz, Cacau Gucci, Angel, Alba Pimentinha & Mistica Miss                                                                                            | Musas da Copa                                    |
| 373    | Janeiro               | 2023 | Lu Duarte |                                                  |
| 374    | Junho                 | 2023 | Paula Souza |                                                  |
| 375    | Julho                 | 2023 | Camila Silva, Rossane Bom, Iza Zancheta, Aline Amaral, Juju Drad, Nivia Abreu, Maísa Bellucci, Anne Belline, Nanda Carvalho & Babi Ferraz                                | Revista Sexy Online                              |
| 376    | Julho                 | 2023 | Luciana Picchi, Alline Alves, Elis Nebsniak, Cris Casttiel, Dracarys & Duu Almeida                                                                                       | Casa das Pimentinhas                             |
| 377    | Setembro              | 2023 | Brenda Aguiar, Flora Favaretto, Isa Albuquerque, Duda Mesquita, Mari Reis, Jaiane Lima & Letícia Reed                                                                    | Revista Sexy Online                              |
| 378    | Outubro               | 2023 | Kath Offense, Kyara & Baby Fire | Revista Sexy Online Especial Halloween           |
| 379    | Novembro              | 2023 | Dara Diniz | Edição de aniversário 31 anos                    |
| 380    | Novembro              | 2023 | Doce, Dianà Golley, Loyola, Luma, Magaly Borges & Neon Doll | Revista Sexy Online                              |
| 381    | Dezembro              | 2023 | Soraya & Mah |                                                  |
| 382    | Dezembro              | 2023 | Kelly Odara | Revista Sexy Online                              |
| 383    | Janeiro               | 2024 | Natty |                                                  |
| 384    | Fevereiro             | 2024 | Brida Nunes |                                                  |
| 385    | Abril                 | 2024 | Lu Roche |                                                  |
| 386    | Maio                  | 2024 | Elisa Sanches |                                                  |
| 387    | Julho                 | 2024 | Aline Gonçalves |                                                  |
| 388    | Agosto                | 2024 | Polly Persch, Gil Jung, Any Bloom, Loira Viking e Porpetane | Papperplay                                       |
| 389    | Setembro              | 2024 | Ester Ana, Sabrina Rabanne, Elga Shitara, Patrícia De Paula e Ka Menegazzo                                                                                               |                                                  |
| 390    | Outubro               | 2024 | Juju Alves |                                                  |
| 391    | Outubro               | 2024 | Hilu Hilu | Revista Sexy Geek                                |
| 392    | Outubro               | 2024 | Tiele Azambuja, Karoline Oliveira, Grazi Cazella, Kelly Monteiro, Tifany Rocha e Lari Franco                                                                             | Tango Match!                                     |
| 393    | Dezembro              | 2024 | Baby Fire, Bia Martins, Isa Closel, Jujuba, Milena Moreau e Zanka | Casa das Pimentinhas 8                           |
| 394    | Dezembro              | 2024 | Ketlen Silva, Reh Queen, Ketlen Silva e Agni Éros |                                                  |
| 395    | Fevereiro             | 2025 | Tiffany Ariel, Isa Furman, Dracarys, Sthefanne Sousa e Jujube Delicia |                                                  |
| 396    | Março                 | 2025 | Dai Franco |                                                  |
| 397    | Abril                 | 2025 | Xehli G |                                                  |
| 398    | Maio                  | 2025 | Naty Varga |                                                  |
| 399    | Maio                  | 2025 | Ketlen Silva |                                                  |
| 400    | Maio                  | 2025 | Patricia Ferraz, Júlia Santos, Le Almeida, Michele Schuetzler, Mia Luz, Katiuska Glesse e Donna Fox                                                                      | Casa das Pimentinhas 9                           |
| 401    | Julho                 | 2025 | Debora Peixoto |                                                  |